# Lucie Hupe
Lucie Hupe (* 28. April 1930 in Siestedt bei Helmstedt; † 3. März 2010 in Hannover) war über 17 Jahre Betriebsratsvorsitzende des Telefunkenwerks Hannover als einem Betrieb mit fast 5000 Beschäftigten sowie Gesamtbetriebsratsvorsitzende und Aufsichtsratsmitglied der Telefunken Fernseh und Rundfunk GmbH. Sie gehört zu den wenigen Frauen, die in den 1970er Jahren Betriebsratsvorsitzende eines Großbetriebes der Metallindustrie waren. 

## Leben
Lucie Hupe wurde 1930 in Siestedt bei Helmstedt geboren, besuchte die Volksschule und begann 1945 im Alter von 15 Jahren eine Ausbildung als Verkäuferin. 1953 begann sie zunächst als Saisonarbeiterin und später als Arbeiterin im Prüffeld ihre Arbeit bei Telefunken in Hannover. In den hannoverschen Werken I und II der Telefunken Fernseh und Rundfunk GmbH waren in der Spitze 4.800 Beschäftigte tätig (Stand 1978). Das Unternehmen war eine Tochtergesellschaft der AEG-Telefunken AG.

## Arbeit als Gewerkschafterin und als Betriebsratsvorsitzende
1960 trat Lucie Hupe beim Telefunkenwerk Hannover in die IG Metall ein, wurde 1964 als Vertrauensfrau der IG Metall und 1965 erstmals als Betriebsrat gewählt. 1972 wurde sie erstmals als Betriebsratsvorsitzende gewählt. Ihre Wahl als Betriebsratsvorsitzende im Jahr 1972 war zunächst umstritten. Damals war es ungewöhnlich, dass eine Frau Betriebsratsvorsitzende eines Großbetriebs der Metallindustrie wurde. Die Zweifel hat Lucie Hupe schnell ausgeräumt und wurde für viele Jahre zur dominierenden Interessenvertreterin bei Telefunken in Hannover. Innerhalb der IG Metall hat sie einen Prozess eingeleitet, an dessen Ende es heute nicht mehr ungewöhnlich ist, dass Frauen die Position der Betriebsratsvorsitzenden von Großbetrieben der Metallindustrie übernehmen. Dazu trug ihr selbstbewusstes Auftreten bei, gerade gegenüber dem Management und den Vorstandsmitgliedern von Telefunken. In der Hochphase von Telefunken konnten sie, der Betriebsrat und die IG Metall zahlreiche Vereinbarungen im Interesse der Beschäftigten durchsetzen. Bis zu ihrem Ausstieg im Jahr 1989 wurde sie regelmäßig wiedergewählt.
Lucie Hupe war viele Jahre Mitglied von Leitungsgremien der IG Metall. Von 1969 bis 1993 Mitglied der Ortsverwaltung der IG Metall Hannover und von 1987 bis 1990 Mitglied der Bezirkskommission des IG Metall Bezirkes Hannover (heute: Bezirk Niedersachsen und Sachsen-Anhalt). Von 1974 bis 1989 war sie Mitglied der Tarifkommission für die Metallindustrie. Sie war viele Jahre Mitglied des Aufsichtsrates der Telefunken Fernseh und Rundfunk GmbH (1972 bis 1990).

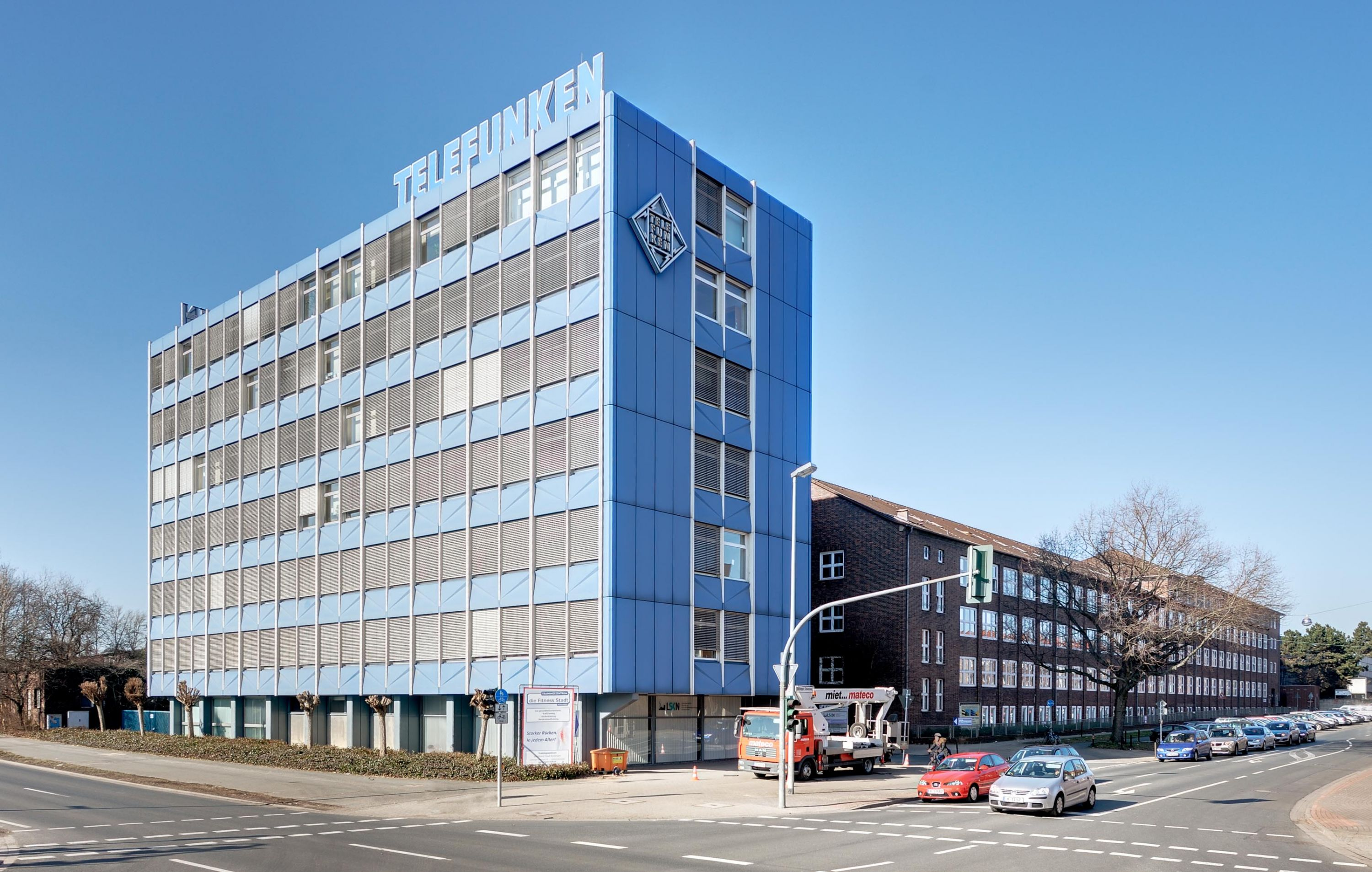
Telefunken, ehemalige Hauptverwaltung in Hannover-Ricklingen, 2021

Ab etwa 1979 begann der schrittweise Niedergang des Telefunkenwerkes Hannover. Zunächst wurde das Werk II in Bornum geschlossen. Innerhalb von 15 Jahren wurden in Hannover 4.800 Arbeitsplätze abgebaut. Am 8. März 1983 wurde Telefunken in Hannover „über Nacht“ vom AEG-Telefunke-Konzern an den französischen Konzern Thomson-Brandt verkauft. Dann begann ein weiterer Arbeitsplatzabbau, der von mehreren Protestveranstaltungen und Sozialplänen begleitet wurden. Im Oktober 1984 trat der Vorstandsvorsitzende von Telefunken Josef Stoffels und der gesamte Vorstand aus Protest gegen die Politik von Thomson-Brandt zurück. Gegen den schrittweisen Abbau der Arbeitsplätze stand Lucie Hupe an der Spitze der Proteste, wobei sie mit dem Leiter der IG Metall Vertrauensleute der IG Metall, Heinz Jewski, eng zusammen arbeitete. Mehrere Protestaktionen konnten den Arbeitsplatzabbau zwar verzögern, aber letztlich nicht verhindern. Bei mehreren Demonstrationen um den Ricklingerkreisel – dem „Telefunkenkreisel“ – zeigten sie ihr legendäres Transparent „Telefunken darf nicht sterben“. Ab 1979 begann die Zeit der Sozialpläne. Lucie Hupe, der Betriebsrat und die IG Metall sahen sich in der Zeit von 1979 bis 1993 gezwungen, mehrere Sozialpläne zu verhandeln, um die Folgen der Entlassungen abzumildern. 1989 verhandelte Lucie Hupe zum letzten Mal einen Sozialplan und schied im Alter von 59 Jahre aus dem Betrieb aus. 1990 verblieben ca. 250 Beschäftigte im Kunststoffwerk, das dann wenige Jahre später ebenfalls geschlossen wurde. Heute erinnert nur noch das blaue Verwaltungshochhaus am Ricklingerkreisel an diese Zeit.